# ألادين خاتوكاي
ألادين خاتوكاي هو مواطن إسرائيل حصل على جائزة إسرائيل لإنجاز العمر في العمل اليدوي في عام 1986. 

## حياته
ولد في كفر كاما في إسرائيل. وينتمي إلى الأقلية الشركسية في إسرائيل. وخدم في الجيش الإسرائيلي، وكان جنديًا متميزًا في وحدة الاحتياط. وبعد تسريحه من الجيش، بدأ العمل في مصانع الورق في الخضيرة. .
وفي مصانع الورق الخضيرة بدأ العمل كمساعد لوزن الورق. وعلى مر السنين ترقى إلى وظائف أعلى، منها مدير المناوبة. تدرب في الخارج للعمل على آلة قطع الورق الحديثة، وفي النهاية عاد إلى المصنع وتم تعيينه مديرًا لفريق تشغيل الآلة. وفي الثمانينيات أرسل إلى رومانيا بغرض تدريب فريق محلي على تشغيل آلة مماثلة.
وحصل خاتوكاي على جائزة أوفيد إسرائيل في القطاع الصناعي، وفي عام 1986 حصل على جائزة إسرائيل لإنجاز العمر في العمل اليدوي. في قرار لجنة القضاة، تقرر أن "ألدين خاتوكاي يستحق جائزة التميز في الجيش الإسرائيلي وعلى المثابرة والاجتهاد الذي يظهره في عمله في مصانع الورق الخضيرة. ولأنه يُظهر روح الفريق والقدرة على الإدارة، في قسم مكون من عمال دروز ويهود ومسلمين وشركس".